# Eren Güngör
Eren Güngör (Smirne, 2 aprile 1988) è un ex calciatore turco, di ruolo difensore.